# Partit dels Petits Agricultors de Finlàndia
El Partit dels Petits Agricultors de Finlàndia (en finès: Suomen Pienviljelijäin Puolue; SPP) va ser un partit que representava els interessos dels pagesos pobres a Finlàndia. Més endavant es fusionaria amb el Partit Popular per formar el nou Partit dels Petits Grangers.

## Història
A principis de 1929 es crearia la revista Suomen Pienviljelijä (en finès El petit agricultor finlandès), entorn de la qual es formaria el partit. El cap de la redacció, Eino Yliruusi, seria escollit nou president de l'organització, creada formalment el 12 de maig del mateix any a Tampere. Aleshores, el SPP criticava durament tant la Lliga Agrària com als Socialdemòcrates per negligir les qüestions dels petits agricultors, que patien les conseqüències de la Gran Depressió. El partit va adoptar un programa populista i radical, donant suport a mesures d'esquerres tot i que els seus partidaris eren força conservadors en els seus valors.
A les seves primeres eleccions legislatives de 1929 el SPP no aconseguiria representació a l'Eduskunta, massa aviat perquè poguessin desenvolupar i organitzar adequadament les seves bases. L'any següent, però, doblarien resultats aconseguint un diputat. Un cop al Parlament, donarien suport a les anomenades Lleis de Protecció de la República, creades bàsicament per a perseguir i reprimir als comunistes, donant així una clara resposta a aquells que els assenyalaven com a titelles del SKP pel seu discurs radical. De fet, a algunes branques més d'esquerres del partit, de les quals n'hi havia més de 200, se'ls va denegar l'admissió al registre d'associacions, al·legant precisament les Lleis de Protecció.
A les eleccions de 1933, el SPP aconseguiria tres diputats, mentre que un partit rival de tendència similar, el Partit Popular, n'obtindria dos. Ja llavors tots dos partits negociarien una possible fusió en una única estructura de caire agrarista, però a les eleccions de 1936 encara es presentarien amb llistes separades, reduint el seu suport amb un diputat cadascú. Les pèrdues van donar un nou impuls al projecte de fusió, i es va implementar a finals de 1936. Es va decidir anomenar la nova estructura Partit dels Petits Agricultors i la Gent Rural. A més del SPP i el KP, el Comitè Central dels Comitès d'Escasetat també va participar en la seva creació.

## Resultats electorals
| Any  | Vots   | %    | Escons  | +/- |
| ---- | ------ | ---- | ------- | --- |
| 1929 | 10,154 | 1.07 | 0 / 200 | Nou |
| 1930 | 20,883 | 1.85 | 1 / 200 | 1   |
| 1933 | 37,544 | 3.39 | 3 / 200 | 2   |
| 1936 | 23,159 | 1.97 | 1 / 200 | 2   |